# Guillermo Eduardo Stirling Soto
Guillermo Eduardo Stirling Soto (nascut el 4 de març de 1937) és un notari i polític uruguaià pertanyent al Partit Colorado. Va ser ministre de l'Interior entre 1998 i 2004, durant les presidències de Julio María Sanguinetti Coirolo i de Jorge Batlle Ibáñez. Va ser candidat pel seu partit en les eleccions presidencials del 2004, obtenint-ne el tercer lloc amb un 10,36% dels vots.

## Biografia
Es va graduar com a notari per la Universitat de la República el 1963. Aquest mateix any va donar suport al sector de Zelmar Michelini. Durant la dictadura, Stirling va militar de forma clandestina.
El 1985, adscrit al batllisme, es va convertir en diputat pel departament de Río Negro. El 1988 va ser president de la Comissió d'Assumptes Internacionals de la Cambra de Diputats. Va ser reelegit el 1989, sent president de la Comissió d'Assumptes Internacionals (1991), Primer vicepresident (1992), vicepresident de la Comissió d'Assumptes Internacionals (1993) i president de la Comissió de Defensa Nacional (1994).
En les eleccions de 1994, sota el Fòrum Batllista, va ser elegit diputat per tercera vegada, representant a Montevideo. En aquest període va ser president de la Cambra de Representants (1995) i vicepresident de la Comissió d'Assumptes Internacionals (1996).
El 9 d'octubre de 1998, durant la presidència de Julio María Sanguinetti, va ser designat ministre de l'Interior, càrrec que va ocupar fins al 28 de febrer de 2000. L'1 de març de 2000, el president electe Jorge Batlle ho va designar i ratificar en la mateixa cartera, que va conduir fins al 16 de març de 2004, sent el ministre que més temps ha estat en aquest càrrec.
En aquesta data va presentar la renúncia per a acceptar la precandidatura d'unitat dels sectors Fòrum Batllista i Llista 15 del Partit Colorado per a les eleccions internes de juny de 2004, resultant finalment candidat presidencial.
El 2007 es va integrar al moviment Vamos Uruguay, per a separar-se un any després abandonant la política.